# Waldemar Karni
Pour les articles homonymes, voir Karni.
Wolf Waldemar Karni est un ancien arbitre finlandais de football des années 1950.

## Carrière
Il a officié dans une compétition majeure:
- JO 1952 (4 matchs)